# Augès
Augès est une ancienne commune des Alpes-de-Haute-Provence, rattachée à Mallefougasse, renommée Mallefougasse-Augès à cette occasion, en 1973.

## Toponymie
Augès, anciennement de Augeto (1274) de alvea (creux) augmenté du suffixe -ensem.

## Histoire

Carte du territoire d'Augès avant 1973. Le territoire jaune correspond à la commune actuelle de Mallefougasse-Augès et la partie rose correspond au territoire actuel de Peyruis.

Augès, apparaît dans les chartes en 1274 (Augetum).
L’abbaye Saint-André de Villeneuve-lès-Avignon possédait le prieuré Saint-Georges d’Augès.
Au XIXe siècle, Augès ne se dota pas d’une école : lors de l’enquête de 1863, elle est parmi les 17 communes du département (sur 245) à ne pas en posséder.
En 1973, la commune en voie de désertification fusionne avec Mallefougasse, la nouvelle commune prenant le nom de Mallefougasse-Augès. Cependant, répondant aux désirs des propriétaires des terrains, la plus grande partie du territoire de la commune, dont l'ancien chef-lieu, est rattachée à Peyruis en 1975, Mallefougasse-Augès ne conservant finalement que 111 hectares de l'ancienne commune dont elle porte le nom.

## Population et société

### Démographie
| 1765 | 1793 | 1800 | 1806 | 1821 | 1831 | 1836 | 1841 |
| ---- | ---- | ---- | ---- | ---- | ---- | ---- | ---- |
| 62   | 94   | 86   | 63   | 68   | 96   | 104  | 101  |

| 1846 | 1851 | 1856 | 1861 | 1866 | 1872 | 1876 | 1881 |
| ---- | ---- | ---- | ---- | ---- | ---- | ---- | ---- |
| 94   | 79   | 82   | 80   | 69   | 51   | 53   | 82   |

| 1886 | 1891 | 1896 | 1901 | 1906 | 1911 | 1921 | 1926 |
| ---- | ---- | ---- | ---- | ---- | ---- | ---- | ---- |
| 59   | 75   | 51   | 41   | 24   | 34   | 34   | 27   |

| 1931 | 1936 | 1946 | 1954 | 1962 | 1968 | - | - |
| ---- | ---- | ---- | ---- | ---- | ---- | - | - |
| 18   | 21   | 9    | 8    | 8    | 7    | - | - |

Après une période de croissance, la population d'Augès connaît par une période d’« étale » assez courte, de 1831 à 1846, où la population reste stable à un niveau élevé. L’exode rural provoque ensuite un mouvement de recul démographique de longue durée. Avant la fin du siècle, la commune enregistre la perte de la moitié de sa population du maximum historique de 1836. Le mouvement de recul ne s'interrompt plus ensuite, jusqu'à la fusion avec Mallefougasse.